# 坂本秀一
坂本 秀一（さかもと ひでかず）は、東京都出身の作曲家。映画、TVドラマ、CMなどの映像音楽を中心にアーティストのサウンドプロデュースなどの分野でも活躍している。

## 主な作品

### 映画（作曲）
- しんぼる（2009年、松竹） *additional music - 松本人志監督
- ヒーローショー（2010年） *additional music - 井筒和幸監督
- R100（2013年、ワーナーブラザーズ） - 松本人志監督
- 地獄でなぜ悪い（2015年、Tジョイ） - 園子温監督、井内啓二と共同
- 溺れるナイフ（2016年、ギャガ） - 山戸結希監督
- 鎌倉にて（2016年、日活） - 中田秀夫監督
- サイゴンボディーガード（2016年） *additional music  - 落合賢監督
- ホワイトリリー（2017年、日活） - 中田秀夫監督
- リベンジgirl（2017年、ソニー・ピクチャーズ） - 三木康一郎監督
- レオン（2018年、ファントムフィルム） - 塚本連平監督
- 21世紀の女の子（2019年） - 山戸結希監督
- 殺人鬼を飼う女（2019年、角川） - 中田秀夫監督
- ホットギミック ガールミーツボーイ（2019年、東映） - 山戸結希監督
- 青くて痛くて脆い（2020年、東宝） - 狩山俊輔監督
- “それ”がいる森（2022年、松竹） - 中田秀夫監督
- 唄う六人の女（2023年、パルコ） - 石橋義正監督
- バジーノイズ（2024年、ギャガ） - 風間太樹監督
- 6人ぼっち（2025年、ギグリーボックス） - 宗綱弟監督

### ドラマ（作曲）
- ママゴト（2016年、NHK BSプレミアム）
- 男水!（2017年、日本テレビ）
- うきわ -友達以上、不倫未満-（2021年、テレビ東京）
- まんたろうのラジオ体操（2022年、Hulu）
- ショート・プログラム「若葉マーク」（2022年、Amazon Prime Video）
- 自転車屋さんの高橋くん（2022年、テレビ東京）
- サブスク彼女（2023年、ABCテレビ）
- 最高の生徒〜余命1年のラストダンス〜（2023年、日本テレビ）
- SHUT UP（2023年、テレビ東京）
- 25時、赤坂で（2024年、テレビ東京）
- ふったらどしゃぶり（2025年、MBS）
- うちの会社の小さい先輩の話（2025年、BS松竹東急）